# Samuel (nome)
Samuel (às vezes grafado como Samual) é um prenome masculino e sobrenome de origem hebraica Shemu’el, o qual significa "nome de Deus" ou "Deus ouve" (שם האלוהים Shem Elohim) (שמע אלוהים Sh'ma Alohim).  Samuel foi o último dos juízes do Antigo Testamento. Ele ungiu Saul para que ele se tornasse Rei de Israel e, posteriormente, ungiu David.
Como um nome cristão, Samuel tornou-se popular após a Reforma Protestante. Entre o grupo de pessoas que recebeu esse nome, destaca-se o inventor estadunidense Samuel Morse (1791 - 1872), o escritor irlandês Samuel Beckett (1906 - 1989) e o autor estadunidense Samuel Clemens (1835 - 1910), que escreveu sob o pseudónimo Mark Twain.
O nome Samuel é comum entre os africanos negros, assim como entre os afro-americanos. Também é bastante difundido entre as comunidades judaicas modernas, especialmente entre os sefarditas. É popular em países falantes de inglês, francês, alemão, holandês, espanhol e português, além de países que falam outras línguas, como a Irlanda, a Escócia, os países da região escandinava, a Polónia, a República Checa e a Eslováquia.

## Traduções
- Árabe: صموئيل (Ṣamoel), سموأل (Samawʾal), صاموئيل (Ṣamuʾil), صموئيل (Samūʾīl)
- Armênio: Սամվել (Samvel), Սամուէլ (Samuēl)
- Bielorrusso: Самуіл (Samuil)
- Búlgaro: Самуил (Samuil)
- Grego Bíblico: Samouel
- Hebraico Bíblico: Shemu'el Shamu'el
- Latim Bíblico: Samuhel
- Birmanês: ဆမ်မြူရယ် (Sam,myu,yal)
- Chinês Simplificado: 塞缪尔 (Sāimóuěr, Sàimiùěr)
- Chinês Tradicional: 塞繆爾 (Sāimóuěr, Sàimiùěr)
- Tcheco: Samuel
- Dinamarquês: Samuel
- Holandês: Samuel
- Inglês: Samuel, Sam, Sammy
- Esperanto: Samuele
- Estoniano: Saamuel
- Feroês: Sámal
- Filipino: Samuél
- Finlandês: Samuel, Samuli, Sami, Samppa, Samu
- Francês: Samuel
- Alemão: Samuel
- Grego: Σαμουήλ (Samouí̱l, Samouēl)
- Guzerate: સેમ્યુઅલ (Sēmyu'ala)
- Havaiano: Kamuela
- Hebraico: סמואל, שְׁמוּאֵל (Shmu'el)
- Hindi: सैमुअल (Saimu'ala)
- Húngaro: Sámuel, Sami, Samu
- Islandês: Samúel
- Irlandês: Somhairle (So-ar-la)
- Italiano: Samuele
- Japonês: サミュエル (Samyueru), サムエル (Samueru)
- Canarês: ಸ್ಯಾಮ್ಯುಯೆಲ್ (Syāmyuyel)
- Khmer: សាំយូអែល (Samyouel)
- Coreano: 사무엘 (Samuel)
- Latim: Samvel
- Macedônio: Самуил (Sámuil, Samoil)
- Malaio: ശമുവേൽ (Śamū'vēl)
- Maltês: Samwel
- Mandarim: 撒母耳 (Sāmǔ'ěr)
- Maori: Hamuera
- Marato: शमुवेल (Śamuvēla)
- Mongol: Самуел (Samuyel)
- Nepali: शमूएल (Śamū'ēla)
- Lapão setentrional: Sámmol
- Norueguês: Samuel
- Francês Antigo: Samoël
- Persa: ساموئل (Sâmo'el), سموئیل (Samo'il)
- Polaco: Samuel
- Português: Samuel
- Punjabi: ਸਮੂਏਲ (Samū'ēla)
- Russo: Самуил (Samuil, Samuel,Shamil), Самойло (Samojlo)
- Sérvio: Самуило (Samuilo)
- Eslovaco: Samuel
- Espanhol: Samuel
- Sueco: Samuel
- Tâmil: சாமுவேல் (Cāmuvēl)
- Telugo: శామ్యూల్ (Śāmyūl)
- Tailandês: ซามูเอล (Sāmūxel)
- Tibetano Clássico: Šəmûʼēl
- Ucraniano: Самійло (Samíilo)
- Urdu: سیموئیل
- Galês: Sawyl
- Ídiche: שמואל (Şmwʼl)
- Iorubá: Samueli

## Variantes femininas
- Samuela (em italiano)
- Samuel (em holandês)
- Samantha (em inglês)

## Pessoas notáveis
Samuel pode referir-se a: (ver também: Sam, Sammy, etc.)

### Primeiro nome
- Samuel (século XI a.C.), profeta bíblico
- Samuel (músico) (2002- ), cantor estadunidense de origem sul-coreana
- Samuel da Bulgária (r.  997–1014), Imperador do Primeiro Império Búlgaro.
- Samuel de Nehardea (c. 165–257), Khazar Talmudista
- Samuel Aba (r.  1041–1044), o terceiro rei da Bulgária
- Samuel Adams (1722–1803), Pai Fundador dos Estados Unidos da América
- Samuel Howell Ashbridge (1848–1906), político estadunidense, prefeito da Filadélfia
- Samuel Barber (1910-1981), compositor estadunidense
- Samuel L. M. Barlow I (1826–1889), advogado estadunidense
- Samuel L. M. Barlow II (1892–1982), compositor estadunidense
- Samuel Barnett (desambiguação), várias pessoas, incluindo:
  - Samuel Barnett (reformista) (1844–1913), clérigo inglês e reformista social
  - Samuel Jackson Barnett (1873–1956), físico estadunidense, descobridor do Efeito Barnett
  - Samuel Barnett (ator) (1980-), ator inglês
- Samuel Berger (boxeador) (1884–1925), boxeador peso-pesado estadunidense
- Samuel Brawand (1898–2001), político e montanhista suíço
- Samuel P. Bush (1863–1948), industrial estadunidense, patriarca da família Bush
- Samuel Conway (1965- ), pesquisador químico e organizador de convenções furry estadunidense
- Samuel Clemens, nome de nascimento de Mark Twain (1835–1910), autor e humorista estadunidense
- Samuel Colt (1814–1862), inventor e industrial estadunidense
- Samuel Dunbar (1931–2014), empresário estadunidense
- Samuel Edmund Sewall (1799-1888),  advogado, abolicionista e sufragista estadunidense
- Samuel Eguavoen (1993- ), jogador de futebol americano estadunidense
- Samuel Francis Du Pont (1803–1865), Almirante Real da Marinha Estadunidense
- Samuel Firmino de Jesus (1986- ), jogador de futebol brasileiro
- Samuel Hui (1948- ), músico, cantor, compositor e ator honconguês
- Samuel Goodman (desambiguação), várias pessoas, incluindo:
  - Samuel Goodman (jogador de críquete) (1877–1905), jogador de críquete estadunidense
  - Samuel Goodman (jogador de rugby) (fl. 1920–1924), jogador de rugby estadunidense
- Samuel Huntington (desambiguação), várias pessoas, incluido:
  - Samuel Huntington (estadista) (1731–1796) jurista, estadista e líder revolucionário estadunidense
  - Samuel H. Huntington (1765–1817), jurista estadunidense, governador de Ohio
  - Samuel P. Huntington (1927–2008), cientista político estadunidense
- Samuel L. Jackson (1948- ), ator e produtor cinematográfico estadunidense
- Samuel A. LeBlanc I (1886–1955), juiz e político estadunidense
- Samuel McDowell (1735–1817), soldado e líder político de Kentucky
- Samuel McKinney (1807–1879), ministro presbiteriano irlandês, atuante na América do Sul
- Samuel Mills (desambiguação), várias pessoas
- Samuel Moore Morgan Jr. (1922–1982), político estadunidense de Louisiana
- Samuel Eliot Morison (1887–1976), hitoriador, professor e Almirante Real estadunidense
- Samuel Morse (1791–1872), inventor e artista estadunidense
- Samuel Mosberg, boxeador olímpico peso pena estadunidense
- Samuel Mukooza (1989- ), jogador de basquete ugandês
- Samuel Ogeh (1968- ), político nigeriano
- Samuel Allyne Otis (1740–1814), secretário do Senado Estadunidense
- Samuel Hartt Pook (1827–1901), arquiteto naval estadunidense
- Samuel Rabin (1905–1993), político e advogado estadunidense
- Samuel Rabin (artista) (1903–1991) escultor, artista e lutador olímpico inglês
- Samuel Rappaport (fl. 1971–1984), político americano do estado da Pensilvânia
- Samuel Rosa (1966- ), cantor e guitarrista da banda brasileira de rock Skank
- Samuel Sewall (1652–1730), juiz puritano, envolvido com o julgamento de bruxas em Salem
- Samuel Sewall (1757–1814), congressista estadunidense
- Samuel Tinsley (1847-1903), enxadrista inglês
- Samuel José da Silva Vieira, (1974- ) futebolista brasileiro
- Samuel Wilson (1766–1854), comerciante estadunidense, inspiração para a figura do Tio Sam
- Samuel Winslow (1862–1940), político estadunidense do estado de Massachusetts
- Samuel Witwer (1977- ), ator e músico estadunidense
- Samuel Merrill Woodbridge (1819–1905), clérigo, teólogo, autor e professor estadunidense
- Samuel White (disambiguação), várias pessoas, incluindo:
  - Samuel A. White (1823–1878), político estadunidense
  - Samuel Albert White (1870–1954), otorrinolaringologista australiano
  - Samuel White (Massachusetts) (1710–1769), advogado na província da Baía de Massachusetts
  - Samuel White (político) (1770–1809), advogado e senador estadunidense pelo estado de Delaware
  - Samuel Kofi Afoakwah (1932-2009), engenheiro ganês

### Sobrenome

#### A-C
- Abraham Samuel (?-1705), pirata mulato do Oceano Índico
- Adolphe Samuel (1824–1898), maestro, compositor e crítico musical belga
- Adriana Samuel (1966- ), jogadora de voleibol brasileira
- Albert Samuel (c. 1876–1963), político neozelandês
- Alexander Lyle-Samuel (1883–1942), empresário e político inglês
- Amado Samuel (1938- ), ex-jogador de baseball estadunidense
- Ananda Rao Samuel (1928–1999), bispo indiano
- Andy Samuel (1909–1992), ator infantil estadunidense
- Anthony Samuel, jogador de rugby das Ilhas Cook
- António da Silva Samuel (1966- ), futebolista português
- Archie Samuel (1866–1875), meio-irmão dos criminosos estadunidenses Frank e Jesse James
- Arthur Samuel, Primeiro Barão de Mancroft (1872–1942), político britânico
- Arthur Samuel (1901–1990), cientista da computação estadunidense
- Asante Samuel (1981- ), jogador de futebol americano estadunidense
- Basil Samuel (1912–1987), britânico fundador da companhia Great Portland Estates
- Benedict Samuel (1988- ), ator, escritor e diretor australiano
- Bernard Samuel (1880–1954), político estadunidense, prefeito da Filadélfia
- Charles Samuel (1862–1939), escultor belga
- Charlesworth Samuel (?-2008), político de Antígua e Barbuda
- Christmas Samuel (1674–1764), ministro da independência do País de Gales e escritor
- Christophe Samuel (1961- ), político malagaxe
- Clifford Samuel, British actor
- Collin Samuel (1981- ), futebolista de Trindade e Tobago

#### D-I
- David Samuel, político brasileiro
- Eboule Bille Samuel (1982- ), futebolista de Camarões
- Edmund W. Samuel (1857–1930), político estadunidense
- Edwin Samuel, Segundo Visconde Samuel (1898–1978), político britânico
- Ester Samuel-Cahn (1933-2015), educadora e estatística israelense
- Eugênio da Silva Samuel (1985- ), futebolista brasileiro
- Evelin Samuel (1975- ), cantora, atriz e escritora estoniana
- Flora Samuel, arquiteta, autora e acadêmica britânica
- Fred Samuel (1897–c.1941), jogador de rugby galês
- Gene Samuel (born 1961), ciclista de rua de Trindade e Tobago
- Glyn Samuel (1917–1985), jogador de críquete galês
- Graeme Samuel (1946- ), empresário australiano
- Haile Samuel, general da Eritreia
- Harold Samuel (1879–1937), pedagogo e pianista inglês
- Harold Samuel, Barão Samuel de Wych Cross (1912–1987), britânico fundador da companhia Land Securities
- Sir Harry Simon Samuel (1853–1934), político inglês
- Heather Samuel (1970- ), ex-velocista de Antigua e Barbuda
- Herbert Samuel, Primeiro Visconde Samuel, (1870–1963), político e diplomata britânico
- Howel Walter Samuel (1881–1953), político britânico
- Ian Samuel (1915–2010), Piloto da Royal Air Force, diplomata britânico, diretor da associação química e agroquímica de trocas

#### J-P
- James Samuel (1824–1874), engenheiro de ferrovias britânico
- Jamile Samuel (1992- ), velocista holandesa
- Jhon Samuel (1984- ), futebolista das Ilhas Virgens Britânicas
- Jlloyd Samuel (1981- ), futebolista de Trindade e Tobago
- Joanne Samuel (1957- ), atriz australiana
- John Samuel (1868–1947), jogador de rugby galês
- John S. Samuel (1913–2002), general da Força Aérea Estadunidense
- Jonathan Samuel (1852/3–1917), político e manufator britânico
- Joseph Samuel (c. 1780–1806), criminoso inglês que sobreviveu à sua execução
- Juan Samuel (1960- ) jogador de baseball da República Dominicana
- Judy Samuel (1943- ), nadadora britânica
- Khari Samuel (1976- ), jogador de futebol americano
- Leighton Samuel, empresário galês, dono de times de futebol
- Lissy Samuel (1967- ), jogador de críquete indiano
- Dame Louise Samuel (?-1925), sufragista inglesa
- Mar Samuel (1909–1995), Arcebispo Metropolitano da Igreja Síria Ortodoxa da Atióquia, comprador dos pergaminhos do Mar Morto
- Marcus Samuel (desambiguação)
- Martin Samuel (1964- ), jornalista britânico
- Maurice Samuel (1895–1972), novelista, tradutora e palestrante romena
- Moran Samuel (1982- ), jogador de basquete paralímplico israelita e campeão mundial de remo
- Moses Samuel (1795–1860), relojoeiro inglês, tradutor de obras em hebraico e escritor
- Myron Samuel (1992- ), futebolista de São Vicente e Granadinas
- Oliver Samuel (1849–1925), político neozelandês
- Pamela Richards Samuel (1959- ), política das Ilhas Virgens Americanas
- Peter Samuel, Quarto Visconde de Bearsted (1911–1996), soldado e banqueiro britânico
- Pierre Samuel (1921–2009), matemático francês

#### R-X
- Randy Samuel (1963-), futebolista, empresário e técnico canadês-trinidadense
- Raphael Samuel (1934–1996), historiador britânico
- Reuben Samuel (1828–1908), padrasto dos criminosos estadunidenses Frank e Jesse James
- Rhian Samuel (1944- ), compositor galês
- Richard Samuel (fl.1770–1786), pintor de retratos inglês
- Richard Samuel (prefeito) (1952- ),prefeito francês
- Robert Samuel (?-1555), padre inglês, um dos mártires de Ipswitch
- Samuel Samuel (1855–1934), político e empresário britânico
- Sandra Samuel (c. 1964- ), babá indiana que salvou a vida de uma criança de dois anos durante os ataques terroristas em Mumbai em 2008
- Sir Saul Samuel (1820–1900), mercador colonial, político e pastor australiano
- Seal Henry Samuel (1963- ), músico britânico mais conhecido pelo nome Seal.
- Shandel Samuel (1982- ), futebolista de São Vicente e Granadinas
- Sigmund Samuel (1868–1962), industrial canadense
- Silvio Samuel (1975- ), fisiculturista nigeriano
- Stanley Bernard Stephen Samuel (1986- ), futebolista malaio
- Thangadurai Samuel, violinista clássico indiano
- Tony Samuel (1955- ), técnico de futebol americano e ex-jogador
- Walter Samuel, Segundo Visconde de Bearsted, (1882–1948), soldado, presidente de companhias e colecionador de arte britânico
- Walter Samuel (1978- ), futebolista argentino atualmente atuando pela Football Club Internazionale Milano
- Wolfgang W.E. Samuel (1935- ), autor americano e veterano da Força Aérea dos Estados Unidos
- Xavier Samuel (1983- ), ator australiano